# Miss Denmark 2016
Finalen for Miss Danmark 2016  blev afholdt d. 17. september 2016 i Kulturkajen Docken. Den dengang 19 årige Helena Heuser blev kåret Miss Danmark 2016.
Den 178 cm høje brunette fra Sjælland skulle derfor repræsentere Danmark til Miss World i Washington USA.

## Resultatet for Miss Danmark 2016
Miss Danmark 2016 - Helena Heuser
1ST RUNNER-UP – Fatoumata Camara
2ND RUNNER-UP – Elina Ea Dahl
3RD RUNNER UP – Jessie Llanes Tøttrup
4TH RUNNER UP – Patricia Overgaard Christensen
TOP 15
Cathrine Lyngholm Klattrup
Cecilie Bønnelycke Hansen
Josephina Renee Schow Jørgensen
Nadiya Munk Gügenir
Maria Bøgh
Katrine Hvidberg Møller
Malou Kirstine Jeppson
Karina Vetterlain Pedersen
Christine Frank Sønnichsen
Frieda Skov Peter
SPECIAL AWARDS:
Miss Beauty With A Purpose: Cathrine Lyngholm Klattrup
Miss Talent: Cathrine Sofie Agerskov
Miss Sport: Cecilie Bønnelycke Hansen
Miss Topmodel: Fatoumata Camara
Miss Multimedia: Maria Bøgh
Miss Beach Beauty: Elina Ea Dahl
Best National Costume: Josephina Reneé Schow
Miss Congeniality: Christine Frank Sønnichsen

## Internationale konkurrencer
Af de 27 konkurrerende piger fra Class of 2016 blev følgende sendt til internationale konkurrencer:
| Konkurrence                                                                 | Deltager                       | Land                       | Dato                           | Resultat  | Andet                                |
| --------------------------------------------------------------------------- | ------------------------------ | -------------------------- | ------------------------------ | --------- | ------------------------------------ |
| Miss World, Denmark                                                         | Helena Heuser                  | Washington D.C., USA.      | 18. december (finale) 2016     | Uplaceret | Sports-finalist                      |
| Miss Global Beatuty Queen, Denmark                                          | Cathrine Lyngholm Klattrup     | Korea                      | 4.-13. oktober 2016            | Top 15    | -                                    |
| Miss Model of the World, Denmark                                            | Patricia Overgaard Christensen | Shenzhen, Kina             | 28. oktober - 8. november 2016 | Top 30    | -                                    |
| World Beauty Queen, Denmark Arkiveret 7. september 2018 hos Wayback Machine | Frieda Skov Peter              | Korea                      | 7.-16. november 2016           | Uplaceret | 2 Awards: - Best Dresser - Top Model |
| Miss United Contries, Denmark                                               | Jessie Llanes Tøttrup          | Phillipinerne              | Aflyst                         | Aflyst    | -                                    |
| Miss Bikini International, Denmark                                          | Cecilie Bønnelycke Hansen      | Guangzhou                  | Aflyst                         | Aflyst    | -                                    |
| World Charity Queen, Denmark                                                | Christine Frank Sønnichsen     | Taiwan (Republic of China) | Dato mangler                   | -         | -                                    |
| Miss Supermodel International 2017, Denmark                                 | Helene Skovgaard Hansen        | Indien                     | 13. - 22. april 2017           | Uplaceret | -                                    |